# Henge von Arminghall
Das 1929 entdeckte Henge von Arminghall liegt südlich von Norwich in Norfolk in England. 
Ein Henge ist eine spezielle Art von neolithischem Erdwerk, hier mit dem Holzpfostenkreis im Zentrum. 120 Henge-Monumente finden sich vor allem im Süden Englands, aber auch in Irland und anderen Regionen der Britischen Inseln.
Arminghall wurde von Gilbert Insall (1894–1972), der auf der Suche nach archäologischen Stätten in der Gegend Luftbilder aufnahm, nordwestlich des Dorfes Arminghall entdeckt. Aus etwa 600 m Höhe bemerkte er die Spuren einer runden Einhegung aus zwei konzentrischen Kreisen mit einem Hufeisen, bestehend aus acht Grubenmarken, im Zentrum. Der gesamte Komplex hat etwa 75,0 m Durchmesser.
Der Platz wurde eine Woche später von Osbert Crawford (1886–1957) besucht und als „Norwich Woodhenge“ bezeichnet, aber erst 1935 von Grahame Clark (1907–1995) ausgegraben.
Clark stellte zwei runde Ringgräben mit je einem in Flucht gelegenen Zugang fest, von denen der äußere 1,5 m und der innere 2,3 m tief waren, mit Anzeichen eines Walls dazwischen. Die Gruben in der Mitte waren Pfostenlöcher für Stämme, die fast 1,0 m Durchmesser hatten. Das Henge stammt, wie 14C-Daten der Holzkohle aus einem der Pfostenlöcher zeigten, aus dem Neolithikum (3650–2650 v. Chr.).